# Selenoborski
Selenoborski (russisch Зеленобо́рский) ist eine Siedlung städtischen Typs in der Oblast Murmansk in Russland mit 6560 Einwohnern (Stand 14. Oktober 2010).

## Geographie
Der Ort liegt etwa 240 km Luftlinie südlich des Oblastverwaltungszentrums Murmansk am rechten Ufer des künstlichen Abflusses des Sees Kowdosero in die Knjaschaja-Bucht, am südwestlichen Ufer der großen Kandalakscha-Bucht des Weißen Meeres. Etwas separat ungefähr drei Kilometer südwestlich befindet sich am Ufer des Kowdosero der Ortsteil Lessobirscha.
Selenoborski gehört zum Rajon Kandalakschski und liegt etwa 35 km südlich von dessen Verwaltungssitz Kandalakscha. Es ist Sitz der Stadtgemeinde (gorodskoje posselenije) Selenoborski, zu der neben der Siedlung die Dörfer Knjaschaja Guba (wenig nördlich) und Kowda (28 km südöstlich), die Ortschaften (nasseljonny punkt) Lessosawodski und Pojakonda (entsprechend 25 und 35 km südöstlich) sowie die Siedlungen bei den Bahnstationen Kowda (20 km südöstlich) und Schemtschuschnaja (11 km nordwestlich) gehören.

## Geschichte
Die Siedlung entstand im Zusammenhang mit dem Bau des Knjaschegubskaja-Wasserkraftwerkes ab 1951 und erhielt bereits 1952 den Status einer Siedlung städtischen Typs. Für das Wasserkraftwerk wurde beim Ort ein etwa vier Kilometer langer künstlicher Abfluss des Sees Kowdosero zum Weißen Meer geschaffen. An diesem Abfluss befindet sich ein Staudamm mit dem Wasserkraftwerk. Zugleich wurde der etwa 10 km südwestlich gelegene natürliche Abfluss des Sees, der Fluss Kowda, durch einen weiteren Damm abgesperrt (die natürliche Flussmündung in das Weiße Meer lag knapp 30 km südöstlich beim heutigen gleichnamigen Gemeindeteil Kowda) und der Seespiegel um etwa sieben Meter angehoben.
Das Kraftwerk mit einer gegenwärtigen Leistung von 152 MW ging etappenweise zwischen 1955 und 1959 in Betrieb. Infolge der Ansiedlung weiterer Betriebe, insbesondere eines holzverarbeitenden westlich des Ortes 1960, wuchs die Einwohnerzahl zunächst schnell, sank aber durch deren Schließung in den 1990er-Jahren wieder um ein Drittel.

### Bevölkerungsentwicklung
| Jahr | Einwohner |
| ---- | --------- |
| 1959 | 9.000     |
| 1970 | 10.224    |
| 1979 | 10.122    |
| 1989 | 9.643     |
| 2002 | 7.640     |
| 2010 | 6.560     |

Anmerkung: Volkszählungsdaten

## Verkehr
Am nördlichen Rand von Selenoborski führt die föderale Fernstraße R21 Kola von Sankt Petersburg nach Murmansk vorbei.
Westlich des Ortszentrums befindet sich der Haltepunkt 1118 km der Murmanbahn Sankt Petersburg – Murmansk, sowie etwa drei Kilometer südlich beim Ortsteil Lessobirscha der kleine Bahnhof Knjaschaja.